# Chumuckla
Chumuckla ist  ein census-designated place (CDP) im Santa Rosa County im US-Bundesstaat Florida mit 1.063 Einwohnern (Stand: 2020). 

## Geographie
Chumuckla liegt rund 25 km nordwestlich von Milton sowie etwa 40 km nördlich von Pensacola. 

## Demographische Daten
Laut der Volkszählung 2010 verteilten sich die damaligen 850 Einwohner auf 324 Haushalte. 95,1 % der Bevölkerung bezeichneten sich als Weiße, 0,5 % als Afroamerikaner, 2,0 % als Indianer und 0,6 % als Asian Americans. 0,5 % gaben die Angehörigkeit zu einer anderen Ethnie und 1,4 % zu mehreren Ethnien an. 0,7 % der Bevölkerung bestand aus Hispanics oder Latinos.
Im Jahr 2010 lebten in 28,9 % aller Haushalte Kinder unter 18 Jahren sowie 31,3 % aller Haushalte Personen mit mindestens 65 Jahren. 75,5 % der Haushalte waren Familienhaushalte (bestehend aus verheirateten Paaren mit oder ohne Nachkommen bzw. einem Elternteil mit Nachkomme). Die durchschnittliche Größe eines Haushalts lag bei 2,51 Personen und die durchschnittliche Familiengröße bei 2,83 Personen.
22,4 % der Bevölkerung waren jünger als 20 Jahre, 23,8 % waren 20 bis 39 Jahre alt, 29,2 % waren 40 bis 59 Jahre alt und 24,7 % waren mindestens 60 Jahre alt. Das mittlere Alter betrug 45 Jahre. 51,5 % der Bevölkerung waren männlich und 48,5 % weiblich.
Das durchschnittliche Jahreseinkommen lag bei 68.438 $, dabei lebten 4,6 % der Bevölkerung unter der Armutsgrenze.

## Sehenswürdigkeiten
Am 4. November 1985 wurde der Thomas Creek Archeological District in das National Register of Historic Places eingetragen.